# Cantó de Poissy-Nord

Cantons de Poissy

El cantó de Poissy-Nord és un antic cantó francès del departament d'Yvelines, que estava situat al districte de Saint-Germain-en-Laye. Comptava amb 3 municipis i part del de Poissy.
Va desaparèixer al 2015 i el seu territori es va dividir entre el cantó de Verneuil-sur-Seine i el cantó de Poissy.

## Municipis
- Carrières-sous-Poissy
- Médan
- Poissy (part)
- Villennes-sur-Seine

## Història
| Data d'elecció                           | Identitat            | Partit                         | Qualitat |
| ---------------------------------------- | -------------------- | ------------------------------ | -------- |
| 1945-1951                                | M. Callas            | MRP                            |          |
| 1951-1964                                | René Jollivet        | RPF, després RS, divers droite |          |
| 1964-1967                                | Léon Touhladjian     | UDR                            |          |
| 1968-1976                                | Jacques Monjaret     | UDR                            |          |
| 1976-1982                                | M. Desbordes         | PS                             |          |
| 1982-1988                                | Jacques Masdeu-Arus  | RPR                            |          |
| 1988-2001                                | Paul-Xavier Poli     | RPR                            |          |
| 2001-                                    | Jean-François Raynal | UMP                            |          |
| les dades anteriors no són pas conegudes |                      |                                |          |
|                                          |                      |                                |          |